# Little Crow (rivière)
La rivière Little Crow  (en anglais : Little Crow River) est un cours d’eau du nord-ouest de l’Île du Sud de la  Nouvelle-Zélande.

## Géographie
Elle s’écoule vers le sud à partir de l’extrémité sud de la chaîne d’ ‘Arthur Range’ pour rejoindre les eaux de la rivière Crow. Le trajet de la rivière « Little Crow » sur toute sa longueur, est situé à l’intérieur du Parc national de Kahurangi.